# Fernand Sardou
Pour les articles homonymes, voir Sardou.
 (avril 2022).
Si vous disposez d'ouvrages ou d'articles de référence ou si vous connaissez des sites web de qualité traitant du thème abordé ici, merci de compléter l'article en donnant les références utiles à sa vérifiabilité et en les liant à la section « Notes et références ».
Fernand Sardou est un chanteur et un acteur français, né le 18 septembre 1910 à Avignon et mort le 31 janvier 1976 à Toulon.
Il est le père du chanteur Michel Sardou, et le grand-père du romancier Romain Sardou et du comédien Davy Sardou.

## Biographie

### Jeunesse
Fernand Sardou naît le 18 septembre 1910 dans la gare d'Avignon-Centre. Son père Valentin Sardou qui ne le reconnaît à l'état civil que sept ans après sa naissance, et sa mère Joséphine Plantin, dite Sardounette, se produisaient avec le chanteur de café-concert Félix Mayol.
Fernand Sardou n'était pas un brillant écolier et il est atteint très vite par le virus de la chanson. Après avoir été livreur de lait et manœuvre dans une entreprise de jardinage, il fait ses premières armes dans de petites salles de concerts, alors que ses parents sont partis au Maroc tenter leur chance. Il rejoindra finalement ses parents au Maroc, sur les recommandations de sa grand-mère, cette dernière trouvant qu'il tourne mal. Il fait son service militaire à Casablanca, puis part en tournée au Brésil. À la mort de ses parents en 1935, il quittera définitivement le Maroc, et rejoindra Paris.
Pendant la Seconde Guerre mondiale, il est mobilisé à Marseille d'où il est envoyé au Maroc, puis en Alsace, puis à nouveau au Maroc où il est démobilisé après l'Armistice. Il retourne alors à Marseille et poursuit sa vie d'artiste avec les tournées Audiffred, jouant notamment à Monaco pour un gala de bienfaisance de la Croix-Rouge où il se lie d'amitié avec le prince Rainier III.

### Carrière
En 1946, Fernand Sardou connaît son premier grand succès à l'Alhambra à Paris, en vedette américaine d'Édith Piaf avec sa chanson Aujourd'hui peut-être.

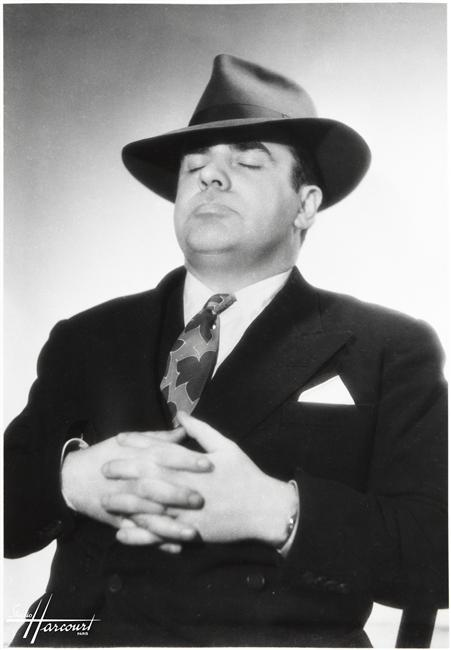
Fernand Sardou en 1947, illustrant une pose favorite (studio Harcourt).

Devenu populaire, il est l'acteur-chanteur méridional préféré des Français. En 1955, il fait un triomphe dans Méditerranée avec Tino Rossi. C'est ensuite une succession de spectacles, opérettes, puis l'aventure du cabaret Chez Fernand Sardou, rue Lepic à Paris, où son fils Michel travaille comme serveur et y fait ses débuts de chanteur.
Fernand Sardou joue notamment dans des films de Marcel Pagnol, Henri Verneuil, Jean Renoir, etc., et dans un épisode des Cinq Dernières Minutes (« Un poing final » en 1960, avec Raymond Souplex).

### Mort
Il meurt d'une crise cardiaque survenue dans les coulisses du théâtre municipal de Toulon où il répétait L'Auberge du Cheval-Blanc. Il avait participé le jour même à l'émission Midi Première de Danièle Gilbert, diffusée en direct de Mougins.

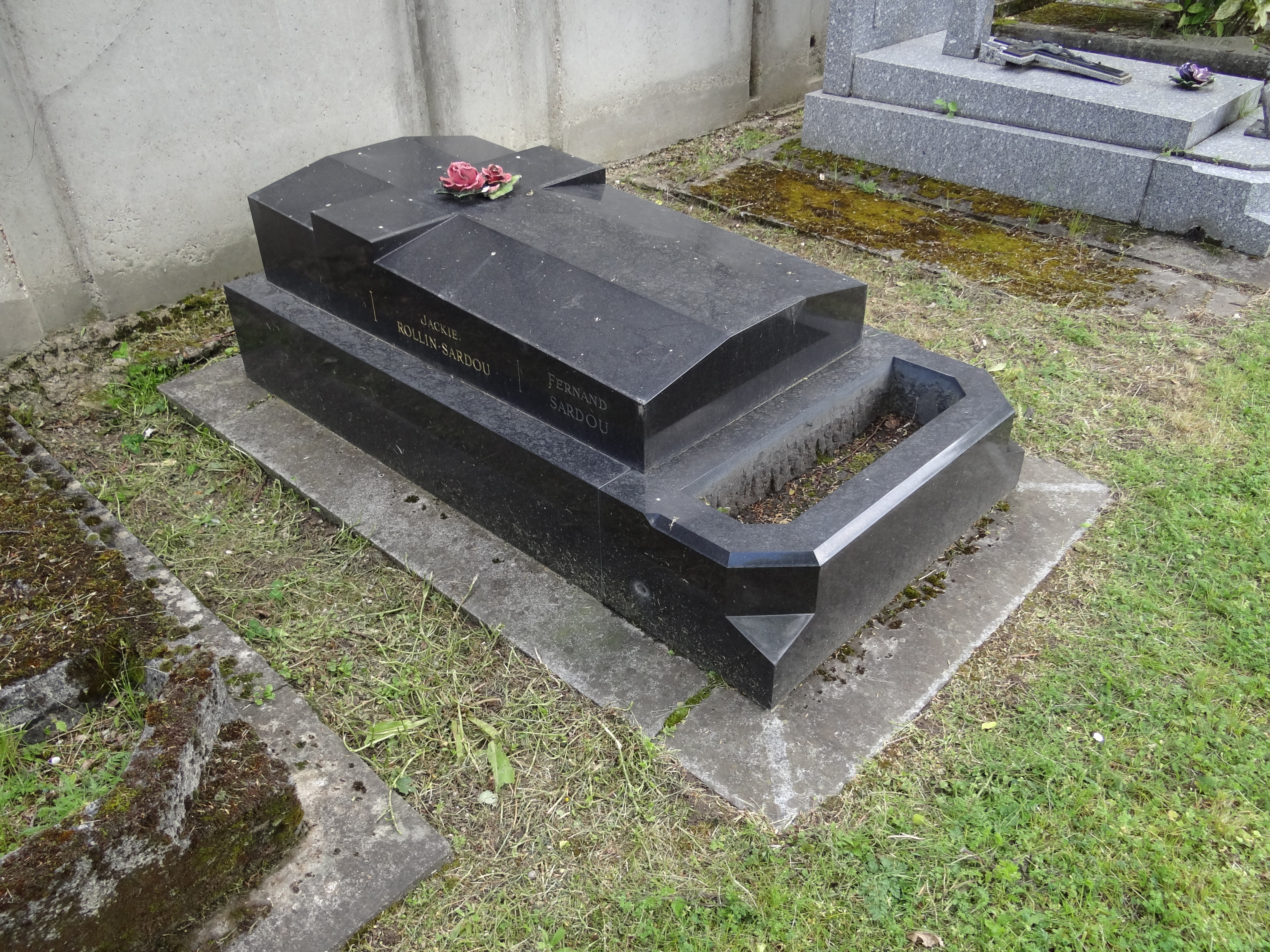
L'ancienne tombe de Fernand et Jackie Sardou au cimetière nouveau de Neuilly-sur-Seine (Hauts-de-Seine).

Fernand Sardou est inhumé dans le cimetière nouveau de Neuilly-sur-Seine où son épouse Jackie Sardou l'a rejoint en 1998. Les deux dépouilles ont été transférées en 2006 à Cannes au cimetière du Grand Jas.

## Vie privée
Le 7 juillet 1945, à la mairie du 18e arrondissement de Paris, il épouse Jacqueline Labbé, connue sous le nom d'artiste de Jackie Rollin, puis de Jackie Sardou. En 1947, naît leur fils Michel Sardou. Jackie Sardou a brièvement mentionné, par exemple lors de ses participations aux Grosses Têtes, qu'il avait eu des aventures extra-conjugales et l'a confirmé dans ses souvenirs publiés en 1987.

## Filmographie

### Cinéma

#### Longs métrages
- 1938 : Le Moulin dans le soleil de Marc Didier
- 1939 : Grand-père de Robert Péguy : le jeune homme
- 1942 : Les Cadets de l'océan de Jean Dréville : Auguste
- 1945 : Bifur 3 de Maurice Cam
- 1946 : Le voleur se porte bien de Jean Loubignac : Cabassol
- 1947 : Miroir de Raymond Lamy : un membre de la bande à Folco
- 1948 : Si ça peut vous faire plaisir de Jacques Daniel-Norman : Joseph Castanino
- 1950 : Dakota 308 de Jacques Daniel-Norman
- 1950 : Meurtres ? de Richard Pottier : le garagiste
- 1951 : Porte d'Orient de Jacques Daroy : Gustave
- 1951 : Le Garçon sauvage de Jean Delannoy : l'inspecteur
- 1951 : Cœur-sur-Mer de Jacques Daniel-Norman : Titin
- 1951 : Jamais deux sans trois d'André Berthomieu
- 1951 : Au pays du soleil de Maurice de Canonge
- 1951 : La Table-aux-crevés d'Henri Verneuil : Forgeral
- 1952 : Le Fruit défendu d'Henri Verneuil : Fontvielle
- 1952 : Manon des sources de Marcel Pagnol : Philoxène
- 1953 : Le Boulanger de Valorgue d'Henri Verneuil : le brigadier
- 1953 : Ma femme, ma vache et moi de Jean Devaivre
- 1953 : L'Appel du destin de Georges Lacombe : le Dottore
- 1953 : Virgile de Carlo Rim : Latripe
- 1953 : Quand tu liras cette lettre de Jean-Pierre Melville : le garagiste
- 1953 : La Route Napoléon de Jean Delannoy : le maire
- 1954 : Les Lettres de mon moulin de Marcel Pagnol : M. Charnigue, dans le sketch : L'élixir du révérend père Gaucher et l’abbé Martin, curé de Cucugnan, dans Le curé de Cucugnan
- 1954 : Escalier de service de Carlo Rim : Scarfatti
- 1955 : Du rififi chez les hommes de Jules Dassin : 1er joueur
- 1955 : Sur le banc de Robert Vernay : M. Canavez
- 1955 : Le Printemps, l'Automne et l'Amour de Gilles Grangier : M. Calvette, le cafetier
- 1955 : L'Irrésistible Catherine d'André Pergament
- 1955 : M'sieur la Caille d'André Pergament : Riri
- 1955 : Quatre Jours à Paris d'André Berthomieu : Montaron
- 1955 : Marguerite de la nuit de Claude Autant-Lara : le patron du café
- 1957 : Élisa, de Roger Richebé : M. Alfred
- 1956 : À la Jamaïque d'André Berthomieu : Maxime de Sainte-Maxime
- 1956 : Mémoires d'un flic de Pierre Foucaud : l'homme politique
- 1956 : La Terreur des dames de Jean Boyer : le commissaire
- 1956 : L'amour descend du ciel de Maurice Cam
- 1957 : L'Irrésistible Catherine d'André Pergament : Bouche
- 1957 : Les Espions d'Henri-Georges Clouzot : Pierre
- 1957 : Filous et Compagnie de Tony Saytor : le faux colonel
- 1957 : Une Parisienne de Michel Boisrond : Fernand
- 1957 : Que les hommes sont bêtes de Roger Richebé : Marcel
- 1958 : Échec au porteur de Gilles Grangier : Arpaillargues
- 1958 : La Moucharde de Guy Lefranc : Mario le Toulonnais
- 1958 : Un drôle de dimanche de Marc Allégret : le brigadier
- 1958 : Suivez-moi jeune homme de Guy Lefranc : Émile
- 1958 : Pastorale d'hiver d'Édouard Logereau, documentaire
- 1959 : Brigade des mœurs de Maurice Boutel : le commissaire
- 1959 : Fripouillard et Cie (I Tartassati) de Steno : Ernesto
- 1959 : Le Déjeuner sur l'herbe de Jean Renoir : Nino
- 1960 : Business de Maurice Boutel : commissaire Masson
- 1960 : Bouche cousue de Jean Boyer : Marius
- 1962 : Le Livre de San Michele - (Axel Munthe, der Arzt von San Michele) de Giorgio Capitani et Rudolf Jugert : Petit-Pierre
- 1963 : Les Grands Chemins de Christian Marquand : le brigadier
- 1963 : Cadavres en vacances / Pas si folles les guêpes de Jacqueline Audry : Lever
- 1963 : D'où viens-tu Johnny ? de Noël Howard : Gustave « Le shérif »
- 1963 : La Bande à Bobo de Tony Saytor : le maire
- 1964 : Les Durs à cuire ou Comment supprimer son prochain sans perdre l'appétit de Jacques Pinoteau : l'inspecteur
- 1964 : Le Gendarme de Saint-Tropez de Jean Girault : Le paysan
- 1964 : La Bonne Occase de Michel Drach : un automobiliste
- 1965 : L'Or du duc de Jacques Baratier : le livreur d'eau
- 1965 : Dis-moi qui tuer d'Étienne Périer : M. Pesel
- 1965 : L'auberge de la seigneurie de Georges Mathiot
- 1968 : Le Curé de Cucugnan de Marcel Pagnol
- 1970 : L'Ardoise de Claude Bernard-Aubert
- 1970 : Sur un arbre perché de Serge Korber : l'adjudant-chef
- 1971 : Le Soldat Laforêt de Guy Cavagnac
- 1972 : Trop jolies pour être honnêtes de Richard Balducci : Pizarel, un gardien de prison
- 1973 : Na ! de Jacques Martin : le bedeau
- 1974 : Dédé la tendresse de Jean-Louis Van Belle
- 1975 : Le Petit Théâtre de Jean Renoir de Jean Renoir : Duvallier, dans le sketch : Le Roi d'Yvetot
- 1976 : Les Grands Moyens d'Hubert Cornfield : Camille Consegude

#### Courts métrages
- 1962 : Vol dans les plumes de Claude Vernick
- 1975 : Jésus est né en Provence de Marc Mopty

### Télévision
- 1960 : Un poing final (Les Cinq Dernières Minutes) de Claude Loursais : Cazoulès
- 1966 : Le train bleu s'arrête 13 fois de Michel Drach, épisode : Toulon, Passe-passe
- 1966 : Comment ne pas épouser un milliardaire : César Campredon (le cuisinier)
- 1967 : L'Homme aux cheveux gris de Max Leclerc
- 1974 : Un curé de choc (26 épisodes de 13 minutes) de Philippe Arnal
- 1974 : Malaventure ép. « Aux innocents les mains sales » de Joseph Drimal

## Théâtre
- 1940 : Le Port du Soleil d'Émile Audiffred et Raymond Vincy, mise en scène Marc-Cab. théâtre de l'Odéon (Marseille).
- 1947 : On a volé une étoile de Jean Valmy et Géo Koger, musique Georges Ulmer, mise en scène Robert Dhéry, Bobino
- 1948 : Hier contre aujourd'hui de Robert Beauvais et Michel Vaucaire, mise en scène Lucien Rimels, théâtre des Célestins
- 1950 : Pour Don Carlos, musique Francis Lopez, livret André Mouëzy-Éon, chansons Raymond Vincy d'après Pierre Benoit, mise en scène Maurice Lehmann, théâtre du Châtelet
- 1952 : Marius de Marcel Pagnol, théâtre des Célestins
- 1955 : Méditerranée, opérette, musique Francis Lopez, livret Raymond Vincy, mise en scène Maurice Lehmann, théâtre du Châtelet
- 1957 : Maria Flora, opérette, musique Henri Betti, livret Raymond Vincy, mise en scène Maurice Lehmann, théâtre du Châtelet
- 1960 : Impasse de la fidélité d'Alexandre Breffort, mise en scène Jean-Pierre Grenier, théâtre des Ambassadeurs
- 1961 : La Dame et l'écureuil de Robert Collon, mise en scène André Puglia, Théâtre Fontaine
- 1963 : Cristobal le Magnifique opérette, musique Francis Lopez, livret Raymond Vincy, mise en scène Guy Lauzin, théâtre de l'Européen
- 1967 : Marius de Marcel Pagnol, mise en scène René Sarvil, Théâtre Sarah-Bernhardt, théâtre des Ambassadeurs
- 1968 : Marius de Marcel Pagnol, mise en scène René Sarvil, théâtre des Célestins

## Discographie
- En 1946, il chante Aujourd'hui peut-être.
- En 1960, il participe à La Pastorale Des Santons De Provence.

## Publication
- Fernand Sardou, Jackie Sardou et Michel Sardou, Les Sardou de père en fils, Paris, Julliard, 1981.